# 福岡市立下山門小学校
福岡市立下山門小学校（ふくおかしりつ しもやまとしょうがっこう）は、福岡県福岡市西区下山門四丁目にある公立小学校。

## 校勢
2016年5月1日現在
- 学級数 - 単式学級20学級、特別支援学級3学級
- 児童数 - 627人（うち特別支援学級17人）

## 沿革
- 1972年 - 福岡市立壱岐小学校から分離し開校
- 1976年 - 福岡市立西陵小学校を分離
- 1978年 - 福岡市立石丸小学校を分離
- 1982年 - 福岡市立城原小学校を分離

## 通学区域
西区の以下の地区。
- 下山門1丁目-4丁目（4丁目の一部を除く）
- 生の松原1丁目（一部を除く）
- 下山門団地1番-28番（5番2号を除く）

西区東部の下山門駅周辺、名柄川の左岸から下山門団地の東側までの一帯。下山門駅南側は下山門団地を除き概ね住宅地。下山門駅北側の生の松原1丁目は九州大学の演習林が多くを占める。
中学校は下山門中学校の校区。

### 校区が隣接する小学校
- 福岡市立内浜小学校
- 福岡市立石丸小学校
- 福岡市立城原小学校
- 福岡市立西陵小学校

### 校区内の主な施設
- 筑肥線 下山門駅
- 生の松原海水浴場
- 九州大学早良実習場演習林
- 福岡和仁会病院
- 市営下山門住宅
- ひまわり保育園
- 下山門幼稚園
- 福岡市交通局 姪浜車両基地
- 唐津街道
- 県道都地姪浜線（下山門通り）

## 校歌
- 作詞：平川漸
- 作曲：木村満

## 著名な出身者
- 金原沙織（女子バスケットボール選手・山梨クィーンビーズ）
- 金原彩姫（女子バスケットボール選手・トヨタ自動車アンテロープス）